# 雄風二型反艦飛彈

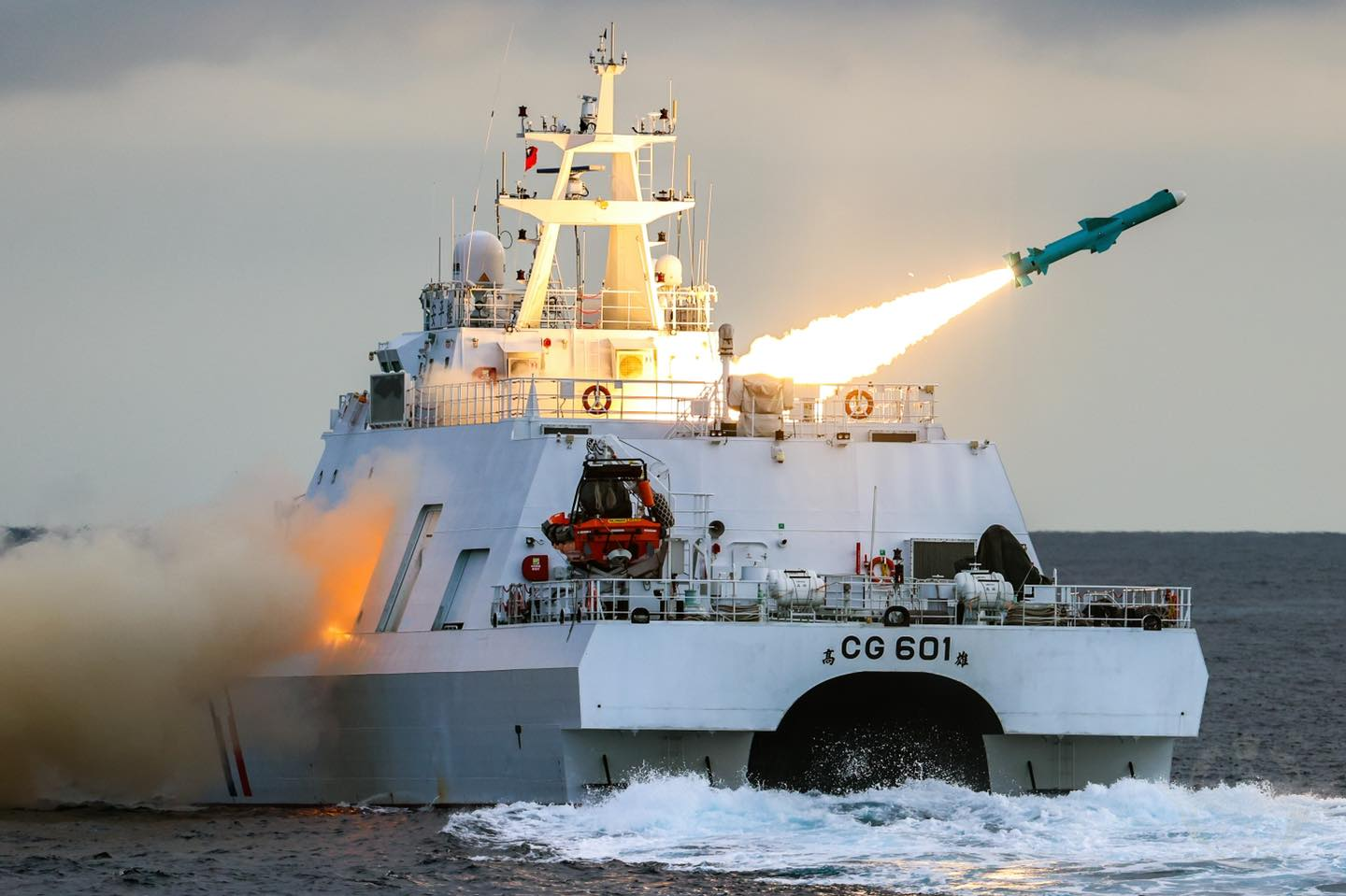
海巡署安平艦(CG601)驗證「平戰轉換」機制，於2022年5月試射雄風二型反艦飛彈

雄風二型反艦飛彈（英語：Hsiung Feng II，縮寫：HF-2）飛彈是中華民國中山科學研究院以美國魚叉反艦飛彈的功能為目標發展的反艦飛彈，於1988年2月29日正式公佈。具有較好的電子反反制（ECCM）能力。除艦射型外，另發展出陸射型和空射型，是中華民國武器發展史上第一種可被戰機攜掛並發射的反艦飛彈。2000年時，中華民國海軍曾計畫以魚叉反艦飛彈替換原裝設於成功級巡防艦的雄風二型飛彈，但因預算被刪除而取消。
2001年，以雄風二型反艦飛彈為基礎並參考自美國戰斧巡弋飛彈發展的攻陸巡弋飛彈版本的雄風二E巡弋飛彈發展計畫被公開。

## 發展歷史
於1982年至1994年，韓光渭擔任中科院雄風飛彈計畫主持人長達十三年之久，被稱為「雄風飛彈之父」。雄風二型反艦飛彈，從艦射到空射到岸置等，各種衍生型飛彈，都是在韓光渭當計畫主持人時打造建立出來的。
雄風二型飛彈開發始於1983年。在雄風二型正式建案之前，中科院因中流計畫需求，在民國七十年以「介山計畫」之代號購入以色列貝特謝梅什發動機公司研製的梭烈4渦輪噴射發動機（Sorek 4）200具於介壽二廠組裝，中科院稱之為「S引擎」。中流計畫最後沒有完成研製，但S引擎卻成為雄風二型飛彈的動力裝置。
雄風二型的原型彈測試稱為「旭鋒演習」，原型測試到民國七十八年三月三十日之「旭鋒八號演習」才完成，首度命中目標。作戰驗證測考稱為「順鋒演習」，在民國七十八年九月二十二日之「順鋒七號演習」完成驗證，自民國八十年起開始量產，自民國81年起正式登艦服役。
第一批雄風二型在1990年代完成生產，配置海鋒大隊固定岸射陣地、武進三的陽字號、成功級、康定級、錦江級。2007量產的雄風二型是搭配光華六號飛彈快艇計畫重新啟動之項目，中科院稱為雄風二型Block2，中科院院長張冠群受訪時透露這批飛彈量產曾向以色列洽購同款發動機，但以色列拒售，因此中科院耗費10年的時間仿製出同型引擎。第一批量產版稱為雄風二型Block1。兩者目前皆在中華民國海軍服役。
2017年起，為了對應海鋒大隊機動中隊擴編海軍增購雄風二型飛彈，媒體聲稱此批增購飛彈將會提升性能，然而此論述並未有技術細節解說。
2022年，立法院通過「中央政府海空戰力提升計畫採購特別預算案」，根據國防部呈交立法院報告指出，中科院的新式飛彈量產廠房，將在2022年6月完工啟用，飛彈的年產量將會大幅增加，其中國防部報告顯示，雄二飛彈與雄昇飛彈共用生產線，年產量將從原本每年81枚，提升至131枚。國防部的報告，巧妙的運用合併計算，來計算共用生產線的雄二飛彈與雄昇飛彈的生產量，所以無法準確得知雄昇飛彈的年產量。

## 飛彈設計
- 導控段
  - 主要為電子模組所組成，相關模組提供飛彈導航、飛行控制、時序、搜尋目標及巡航所需電力等功能[11]
  - 導引控制:慣性感應整合GPS定位導航系統+主動雷達&紅外線尋標器[11]
  - 尋標器：主動雷達+紅外線[11]
  - 中途導引：
    - 整合慣性導航、衛星定位及無線電高度計等定位及高度量測機制，引導飛彈循預設戰術轉折軌跡並掠海低飛近迫敵艦[11]

  - 終端導引：
    - 複式尋標器總成包含主動雷達(RF Seeker)及影像紅外線(IIR Seeker)，標靶偵檢和鎖定資訊融合運用於終端導引期，充分地具備抵禦敵電子反制作為的功用
    - 整合慣性導航、衛星定位及尋標器等敵艦相對定位定向量測機制，引導彈體歸向及至撞擊敵艦[11]
- 彈頭段
  - 包含最佳化設計之外殼、炸藥引信及相關傳爆裝置[11]
  - 彈頭：自鍛破片式彈丸[11]
- 推進段
  - 採渦輪噴射引擎並使用高燃值油料，利用固推加力器將載具推至承接馬赫數，風轉啟動渦輪噴射引擎，接續低空掠海巡航[11]
  - 推進：固體火箭（加力期）＋渦輪噴射引擎（巡航期）[11]
- 油箱段
- 制動器段
- 加力器段

接戰方式
掠海巡航，速度高次音速，接戰模式可採RBL／BOL射擊模式並以多彈STOT／DTOT執行飽和攻擊

## 衍生型
雄風二型飛彈除作為艦對艦飛彈攻擊武器之外，另有數種不同的衍生型式，作為艦基、岸基、空載之對面攻擊武器之用。雄風二型反艦飛彈目前被承認的編號有三個，雄風二A（MGB-2A）為原型彈版本，未服役。雄風二B（MGB-2B）為量產版本，供岸射與艦射運用。雄風二C（MGB-2C）為空射型編號，未獲得客戶採用。

### 雄二B型

#### 陸地發射型

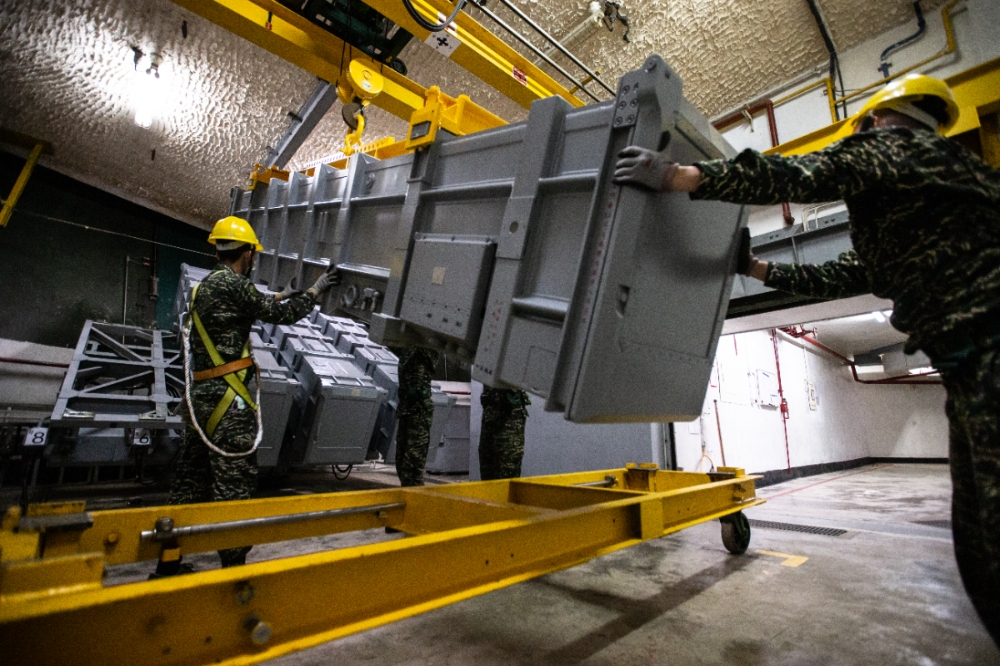
海軍海鋒大隊雄風二型反艦飛彈發射陣地

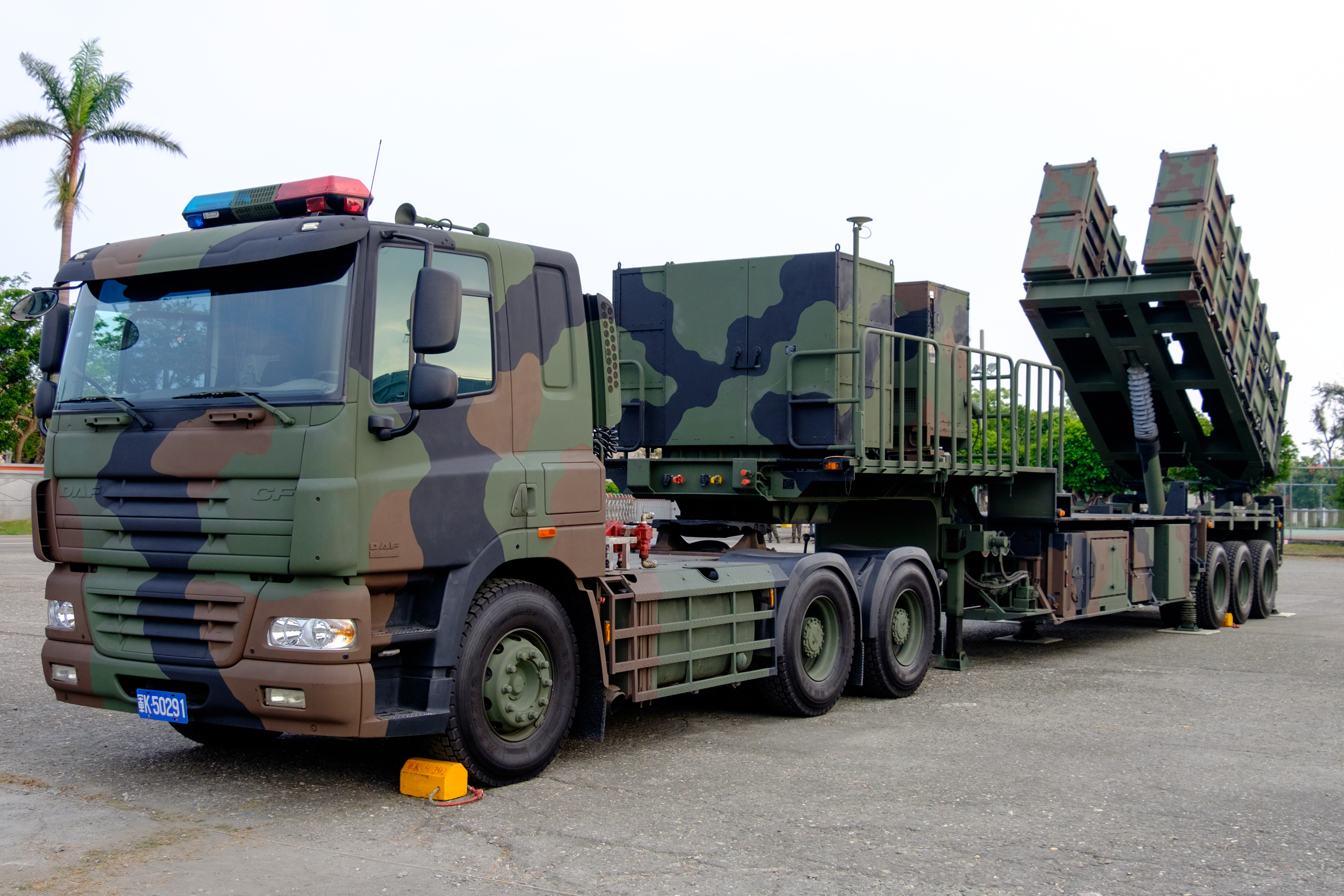
海軍左營基地展示雄風二型反艦飛彈發射車

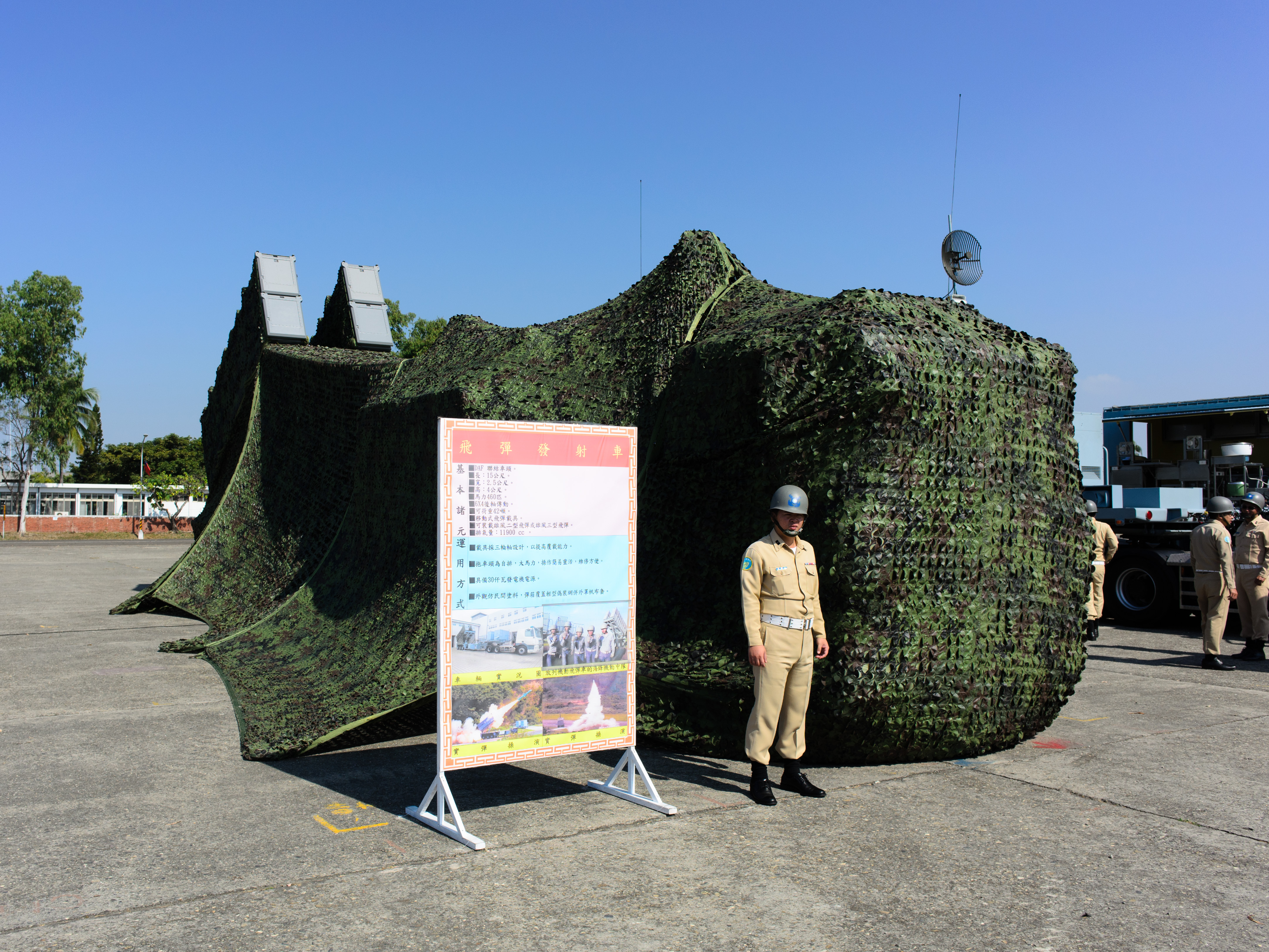
海軍左營基地展示雄風二型反艦飛彈發射車

陸地發射型於1990年完成發展，為第一款進入戰備的型號。最初部署在中華民國海軍海鋒大隊具備強化掩體的岸置固定陣地，汰換原配備的雄風一型反艦飛彈，標準接戰射程為80海浬（148.16公里）。
車載機動發射型的研製在1990年代開始，2002年花蓮縣賀田山固海營區首次試射成功，並於2005年進入中華民國海軍海鋒大隊機動中隊服役。在21世紀初期服役的車載版僅有僅有1個機動飛彈中隊，在2010年代後因應解放軍海軍戰力跨代，機動中隊隨之擴編，中華民國海軍以代號「迅雷專案」之擴編計畫，以136億新台幣增購相關機動發射車系統與戰備飛彈，使機動中隊擴編為5個，機動發射車基地則鄰近原本的岸置陣地。

#### 艦射型
艦射型首艘配備2座雙聯裝箱型發射器擔任測試任務的是武進一型的DDG-907富陽號驅逐艦。在1990年代後，中華民國海軍水面艦艇武進三型陽字號驅逐艦、成功級、康定級巡防艦、錦江級巡邏艦、光六飛彈快艇、沱江級巡邏艦，都裝備二聯裝或四聯裝發射器。

### 雄二C型
中科院於1988年開始發展空射型雄風二型飛彈，並計畫以AT-3／A-3與F-CK-1經國號戰機作為發射平臺。空射型需要由掛載戰機提供射控參數，中科院因此向美國廠商採購AN/APG-66T多功能雷達整合相關發射軟體，測試期間則以AT-3B自強號高級教練／輕攻擊機和A-3雷鳴式攻擊機各1架（前者編號0825，後者編號0902）進行攜掛和發射測試，後續0901號A-3原型機亦整合了發射能力。
空射雄風二型至少完成了4次實彈測試，均成功擊中目標。1996年台灣海峽飛彈危機時，完成整合工程的3架測試機與原型空射雄二飛彈曾肩負應擊戰備之任務。理論上此版本技術上已成熟，不過空射版本雄風二型最終沒有獲得國軍建案採購，已製造的原型彈亦不知所終。中科院曾聲稱升級後的F-CK-1經國號戰鬥機亦將具備攜掛和發射雄風二型飛彈的能力，但最後中華民國空軍並沒有為經國號戰機採購國造反艦飛彈，制海主力仍是F-16A／B所配備的魚叉反艦飛彈。

### 潛射型
潛射型於1990年代中期開始計畫發展，但除了名詞存在外並無其它間接資訊揭露細節，按照前些版本的命名邏輯，若此型號存在應稱為雄二D型。2011年媒體曾一度傳聞有潛射雄風二型進行測試，並進行過作戰測評。而中華民國海軍向美國採購潛射魚叉反艦飛彈（UGM-84）配備供劍龍級潛艇運用，並已在2013年完成實彈射擊驗收；短時間不太可能進行同屬性武器的研製方案，故目前無實際進行的研發證據。因此國造潛射型雄二飛彈系統，最終並未獲得海軍青睞，僅進行少量為測評而生產的國造潛射反艦飛彈。

## 改良型
2023年3月28日，中華民國軍方人士透露，現正量產中的雄二飛彈系統屬最新改款的雄二飛彈，性能較已服役的雄二飛彈更加精進，射程及作戰靈活度、反電子干擾等性能都有所提升，同時表示，改良型雄二飛彈量產並撥交部隊使用，將分別部署在5艘「量產型」沱江級巡邏艦、「反艦型」輕型巡防艦原型艦及後續量產型艦上使用，而海軍接下來要新增設的多個反艦飛彈機動發射車中隊，也都會配置改良型雄二飛彈，以新型軍艦與機動發射中隊的攜行量，加上數倍的戰備彈藥存量計算，改良型雄二飛彈生產數量會超過200枚以上。